# Idomeneo
Idomeneo (in greco antico: Ἰδομενεύς?, Idomenèus) è un personaggio della mitologia greca, re di Creta, figlio di Deucalione e nipote di Minosse.

## Mitologia
Un giorno, Idomeneo risolse una disputa sorta tra Teti e Medea su chi fosse la più bella, decidendo in favore di Teti. Medea, irritata, maledisse lui e la sua stirpe e condannò i Cretesi a non dire mai più la verità. Si spiega così il proverbiale stereotipo secondo cui «I Cretesi sono tutti bugiardi».
Benché già avanti negli anni, Idomeneo aspirò alla mano della bella Elena, che amò con passione e per cui soffrì molto quando fu destinata a Menelao. Lo stesso Idomeneo si diceva fosse bellissimo. Le file greche si raccolsero sulla spiaggia d'Aulide, quando alcuni ambasciatori cretesi accorsero per annunciare che il loro re Idomeneo avrebbe guidato cento navi a Troia se Agamennone avesse acconsentito a condividere con lui il supremo comando della spedizione. Il re accettò di buon grado. Idomeneo arruolò Merione, suo nipote, come luogotenente.
Partecipò con ottanta navi alla guerra di Troia, come tutti gli altri pretendenti. Nella guerra tra achei e troiani raccontata nell'Iliade si distinse in numerose imprese, uccidendo Asio (il giovane re di Arisbe e fratello di Niso), Otrioneo, Alcatoo, Enomao, Erimante e Festo. Seppe difendere le navi greche contro gli assalti portati da Deifobo ed Enea. Inoltre fu tra gli eroi che, nascosti nel cavallo di legno, penetrarono nella città; era tra i giudici che attribuirono le armi di Achille ad Odisseo.
Secondo alcune tradizioni, Idomeneo venne ucciso da Ettore nella guerra di Troia, ma quasi tutte le versioni raccontano come egli, dopo aver abbandonato il suolo insanguinato della imponente città, partì per la sua terra con la sua nave, ma trovò il suo trono usurpato da Leuco, al quale Idomeneo aveva lasciato la guardia della casa in sua assenza, con cui sua moglie Meda aveva avuto una relazione.
Partì nuovamente per l'Italia e si stabilì definitivamente in Calabria (nome antico del Salento), dove sconfisse Dauno, figlio di Malennio, leggendario fondatore di Lecce e re dei Messapi, e ne prese il trono governando le genti salentine. Analogamente a quanto accaduto con la figura di Diomede in Puglia, la tradizione letteraria identificò Idomeneo come la personificazione allegorica di un'ancestrale colonizzazione ellenica (forse micenea) del Salento, molto precedente a quella più famosa operata dalla spartana Taranto in epoca magnogreca. L'umanista Antonio de Ferrariis, riferendosi all'antico idioma messapico, lo definisce "la lingua di cui si servivano i Salentini prima della venuta di Idomeneo", utilizzando quindi la figura di quest'ultimo come simbolo del Salento greco di cui egli stesso vantava un'appartenenza. Marco Terenzio Varrone, il Reatino (116 a.C.-27 a.C.), così scrive: “Si dice che la nazione Salentina si sia formata a partire da tre luoghi, Creta, l’illirico, l’Italia. Idomeneo, cacciato in esilio dalla città di Blanda per una sedizione durante la guerra contro i Magnensi, giunse con un grosso esercito nell’Illirico presso il re Divitio. Ricevuto da lui un altro esercito, e unitosi in mare, per la somiglianza delle loro condizioni e progetti, con un folto gruppo di profughi locresi, strinse con essi patti di amicizia e si portò a Locri. Dove nelle sue vicinanze fondò una città l’attuale Grotteria costruendo un tempio dedicato alla Dea Minerva. Fondò diversi centri tra quali Uria e la famosissima Castrum Minervae. Divise l’esercito in tre parti e in dodici popoli. Furono chiamati Salentini, poiché avevano fatto amicizia in mare".
Una variante afferma che fu costretto a lasciare la patria per una sommossa dei suoi sudditi, avendo egli ordinato il sacrificio di suo figlio Idamante per mantenere fede a un voto fatto mentre ritornava dalla guerra di Troia: i Cretesi interruppero la cerimonia provocando così la fuga del re.